# Dom przedpogrzebowy w Gliwicach
Dom przedpogrzebowy w Gliwicach – zabytkowy budynek z 1903 roku znajdujący się w Gliwicach przy ulicy księcia Józefa Poniatowskiego 14 (przy Nowym Cmentarzu Żydowskim, w sąsiedztwie Cmentarza Lipowego) zwany Małą Synagogą.

## Historia
Budynek zaprojektował wiedeński architekt Max Fleischer. Wykonawcą była firma budowlana Juliusa Scheera z Gliwic, pracami budowlanymi kierowali: Johann Miedel (architekt), Andreas Holzenpfeil i Oskar Stanjura . 15 listopada 1903 roku miało miejsce uroczyste otwarcie i poświęcenie cmentarza wraz z budynkami. Podczas II wojny światowej w budynku mieścił się magazyn wojskowy. W 2007 Dom Przedpogrzebowy został przekazany przez gminę żydowską miastu Gliwice. Obecnie, po przeprowadzonych w latach 2012–2016 pracach remontowo-konserwatorskich, mieści się tu Dom Pamięci Żydów Górnośląskich (oddział Muzeum w Gliwicach).

## Architektura
Dom przedpogrzebowy zbudowany jest z czerwonej cegły i prezentuje styl neogotycki. Składa się on z hali głównej (wymiary: 10,5 m na 17,6 m, wysokość: 10 m), w której na posadzce ułożony jest ornament z czarno-białych płytek ceramicznych. Dłuższe ściany podzielone są na trzy części filarami przyściennymi, które wspierają sklepienie krzyżowo-żebrowe. Sklepienie ozdobione jest malowidłem przedstawiającym gwiaździste niebo. W ścianach szczytowych hali znajdują się dwa monumentalne okna witrażowe.
Hala była połączona szerokimi drzwiami z przedsionkiem, którym przechodzono z ulicy na cmentarz. Po przeciwnej stronie przedsionka ulokowana była kostnica służąca do przechowywania i obmywania zwłok. W budynku znajdowały się także pomieszczenia mieszkalne (przeznaczone dla strażnika cmentarnego i jego pomocnika), kancelaria, pokój dla rabina oraz kotłownia (w piwnicy).

## Galeria (zdjęcia wykonane przed pracami konserwatorskimi)

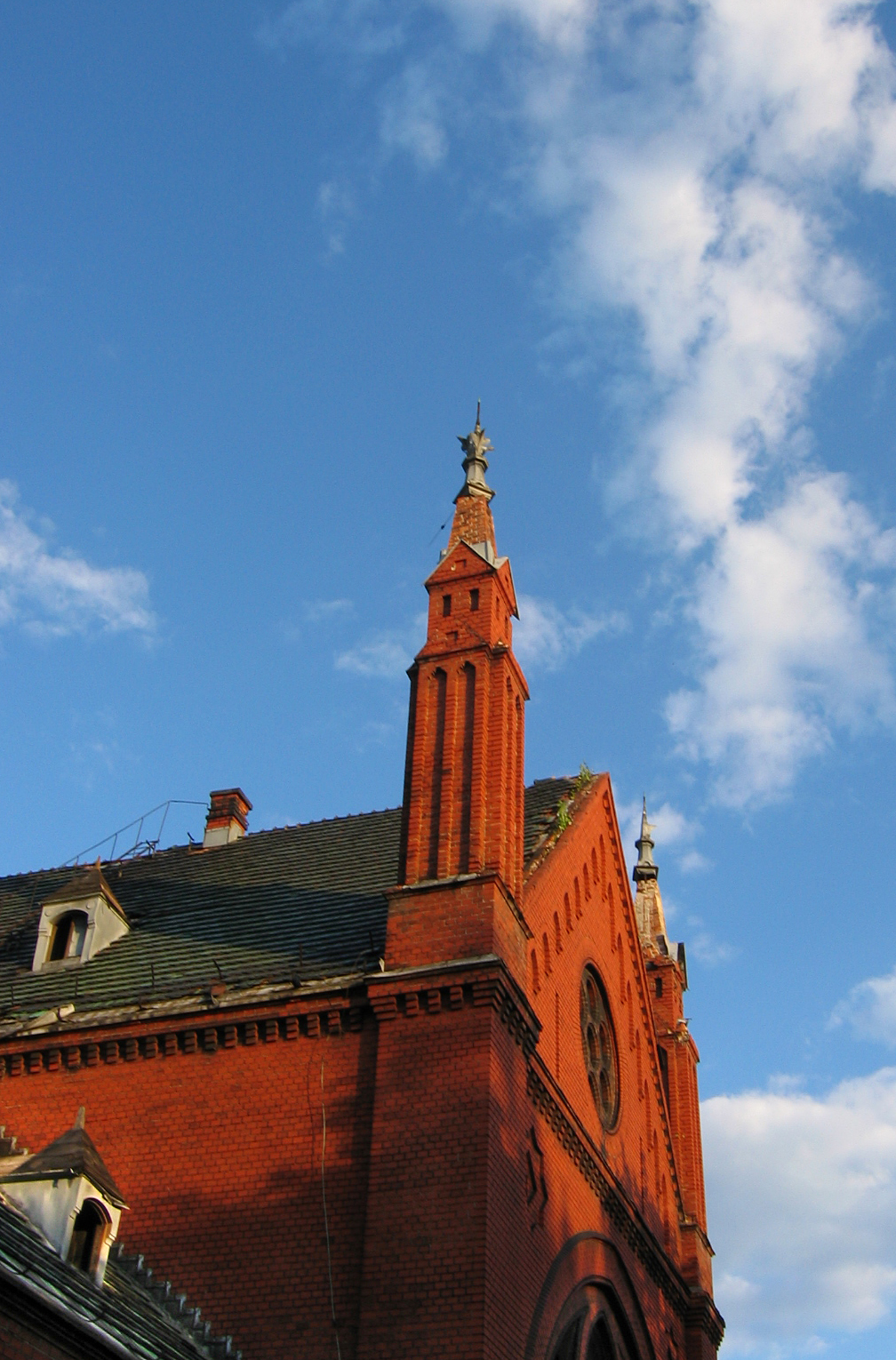
Budynek od strony ulicy
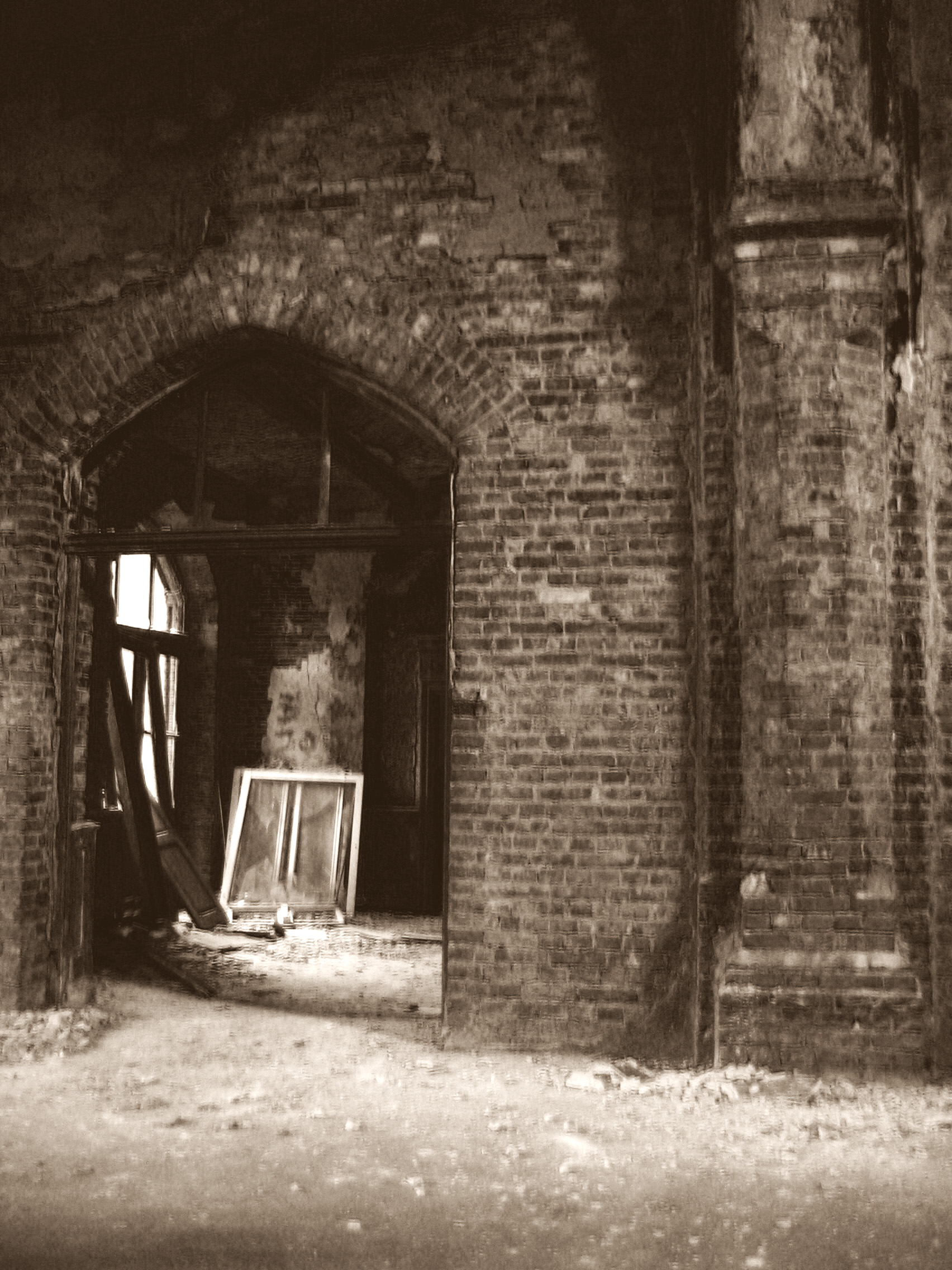
Wnętrze
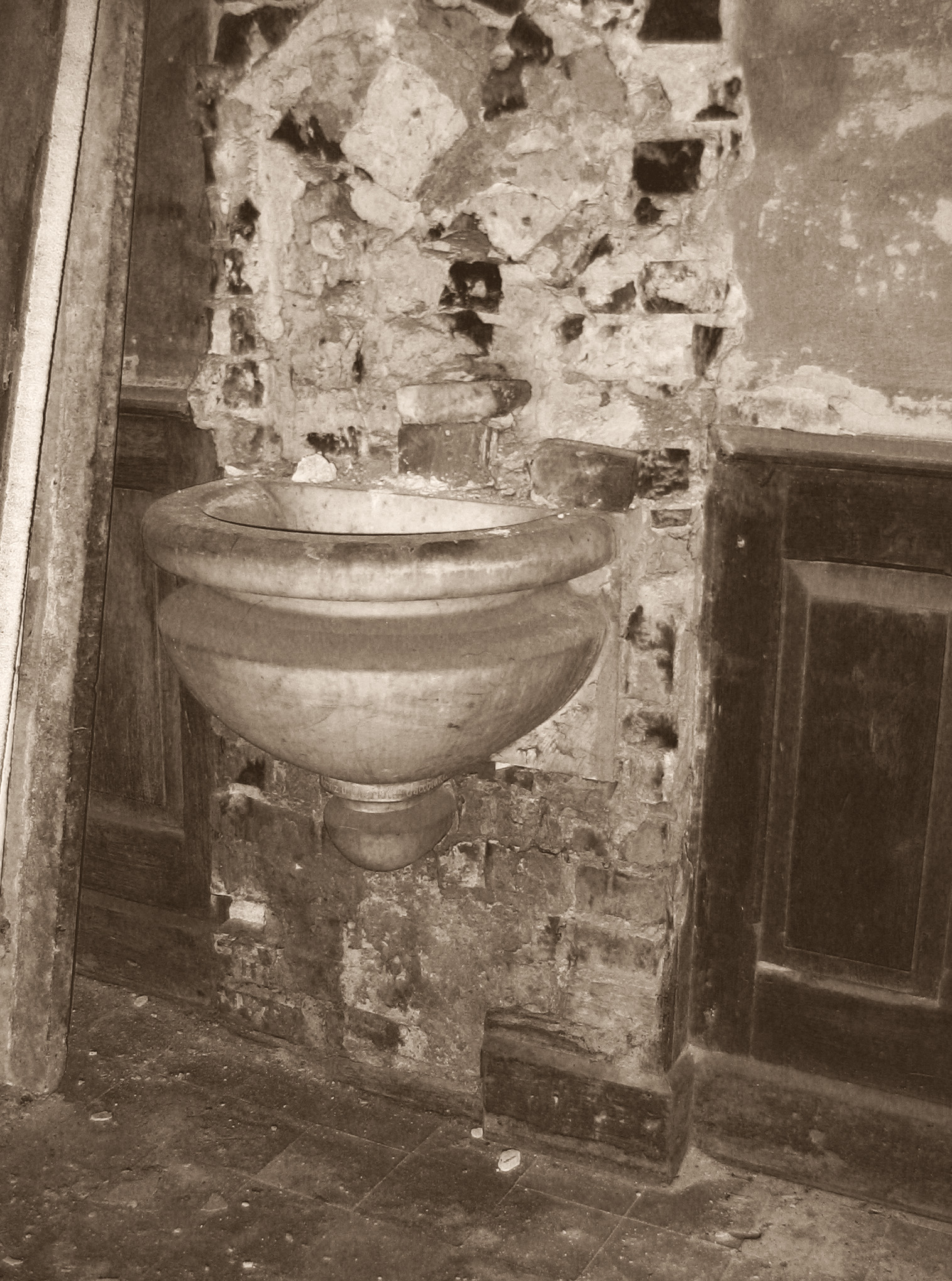
Aspersorium
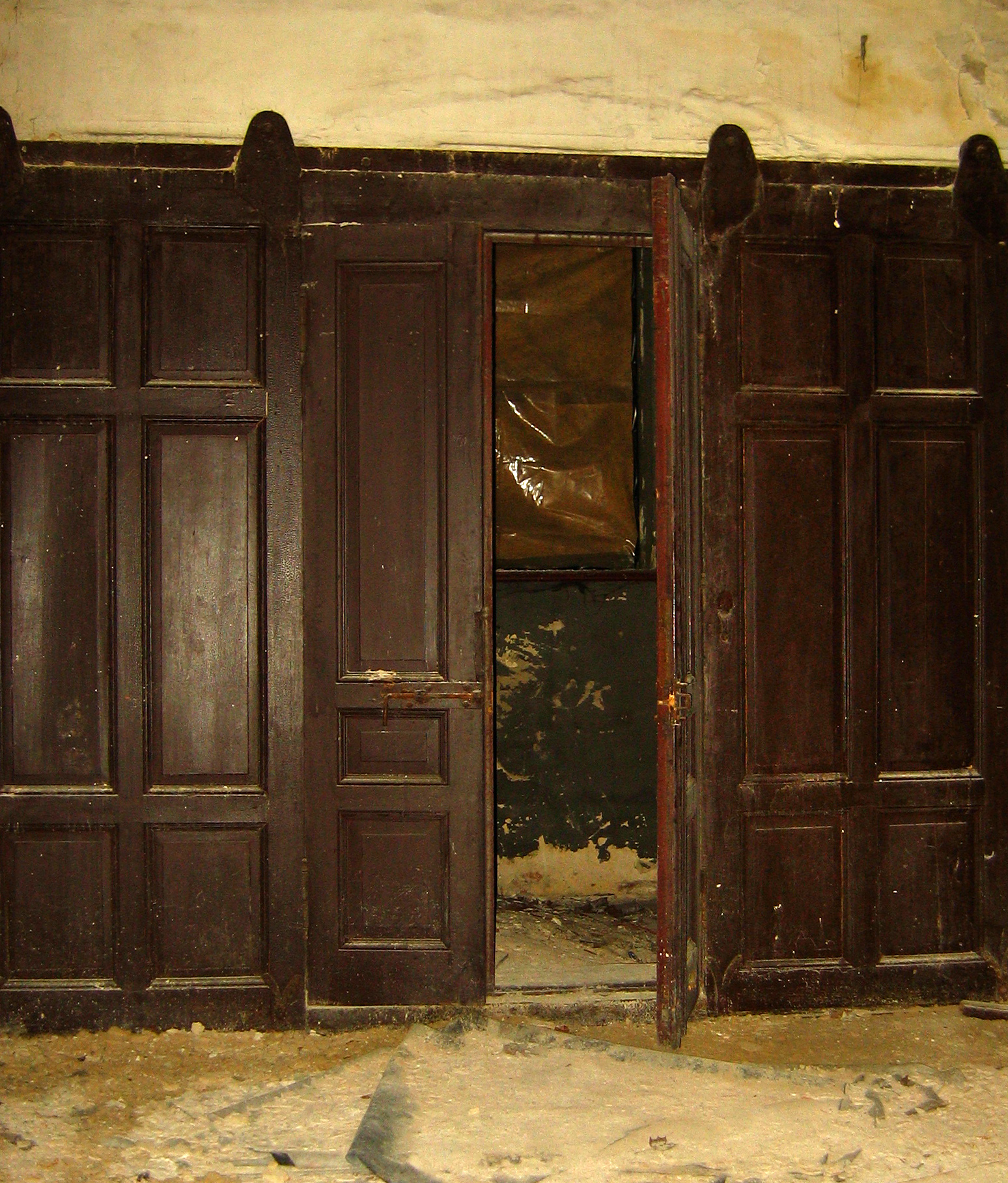
Wnętrze
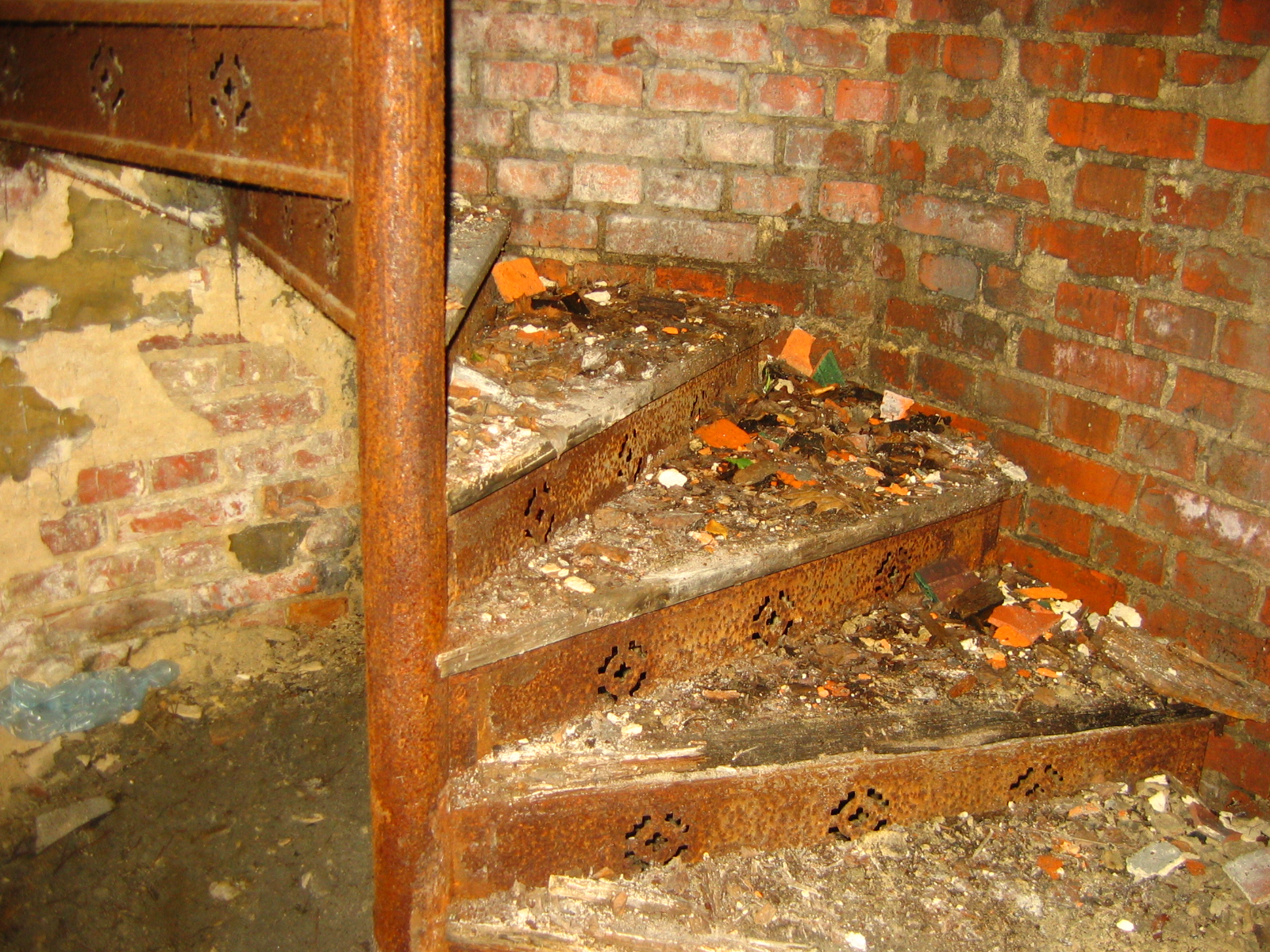
Schody na poddasze
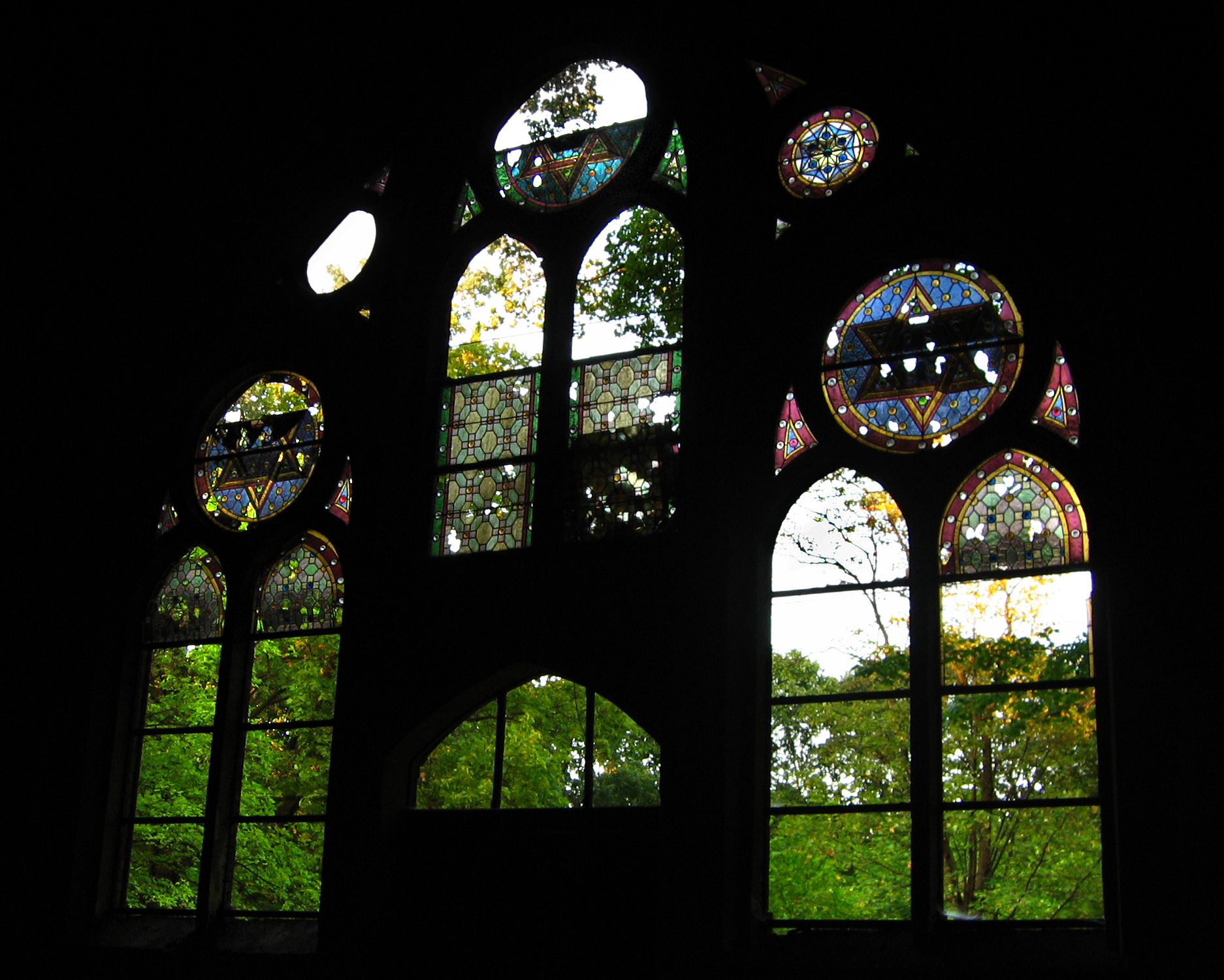
Witraże
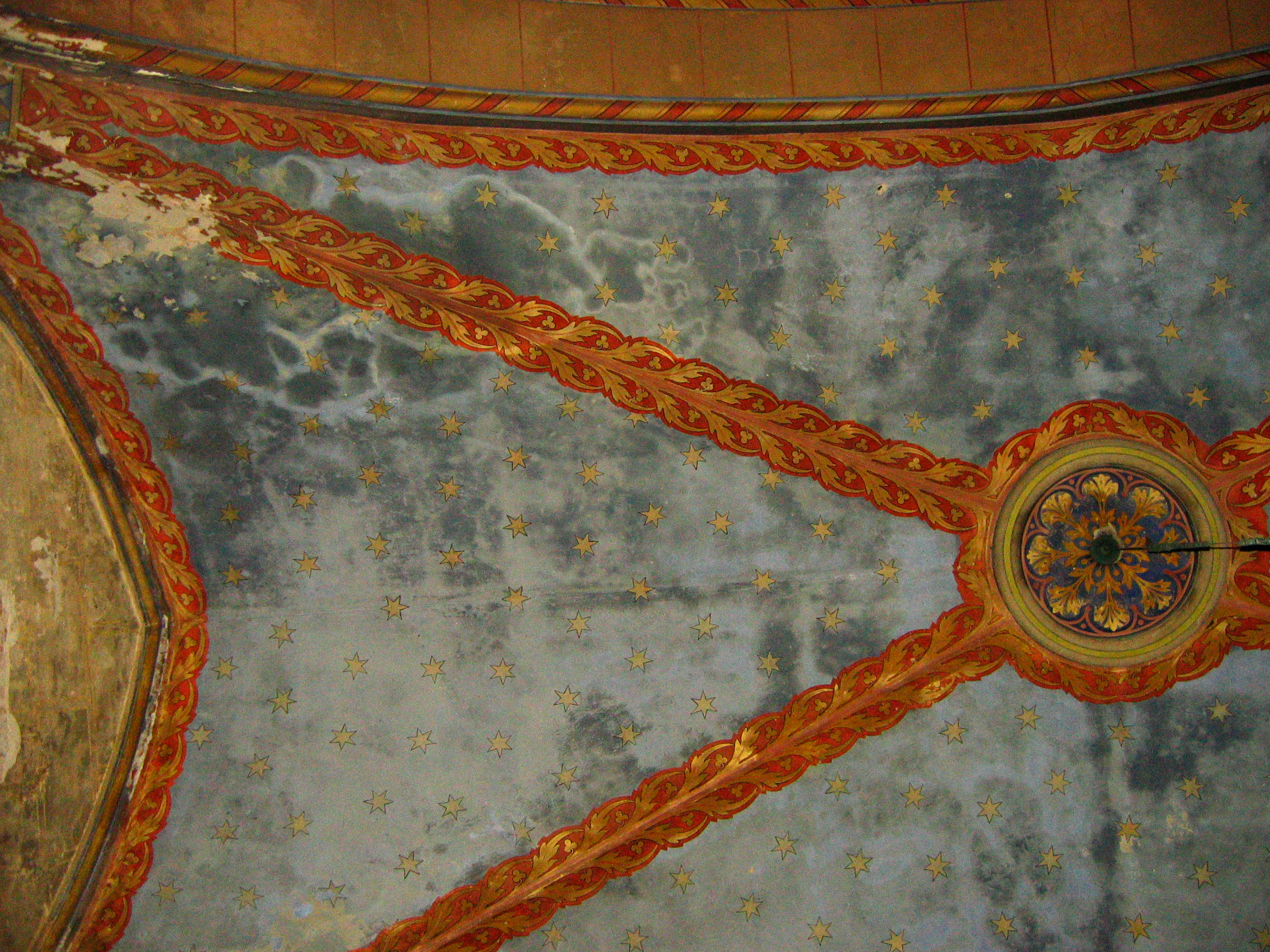
Sklepienie krzyżowo-żebrowe hali głównej